# کی نو کوسامی
کی نو کوسامی (به ژاپنی: 紀 古佐美 き の こさみ); ۱ ژانویهٔ ۷۳۳ – ۵ مهٔ ۷۹۷) سامورایی یک ژنرال و شوگون در دوره هی‌آن اهل ژاپن بود.
در ژوئیه سال هفتم انریاکو (۷۸۸) به عنوان شوگون منصوب شد و به فتح امیشی به شمال ژاپن رفت.